# Чуперчени (Сату Маре)
Чуперчени (рум. Ciuperceni) насеље је у Румунији у округу Сату Маре у општини Агриш. Oпштина се налази на надморској висини од 126 m.

## Становништво
Према подацима из 2002. године у насељу је живело 523 становника.

### Попис2002.
| Расподела становништва по националности 2002.‍ | Расподела становништва по националности 2002.‍ | Расподела становништва по националности 2002.‍ | Расподела становништва по националности 2002.‍ | Расподела становништва по националности 2002.‍ |
| --------------------------------------------- | --------------------------------------------- | --------------------------------------------- | --------------------------------------------- | --------------------------------------------- |
|                                               |                                               |                                               |                                               |                                               |
| Румуни                                        | Румуни                                        |                                               | 206                                           | 39,4%                                         |
| Мађари                                        | Мађари                                        |                                               | 252                                           | 48,2%                                         |
| Украјинци                                     | Украјинци                                     |                                               | 65                                            | 12,4%                                         |